# Soleb
Soleb est une ancienne ville de Nubie, dans l'actuel Soudan. Le site est situé au nord de la troisième cataracte du Nil, sur la rive occidentale du Nil. Il a été découvert et décrit par Karl Richard Lepsius en 1844. Le temple a été construit sous le règne d'Amenhotep III et dédié à Amon, mais après la prise de pouvoir d'Akhenaton, il a été redédié à Aton.

## Nécropole
Soleb abrite également une vaste nécropole composée de petites chapelles funéraires ornées de pyramides. Les plus anciennes tombes royales datent de la XVIIIe dynastie, tandis que d'autres appartiennent aux périodes ramesside et méroïtique.

## Période amarnienne

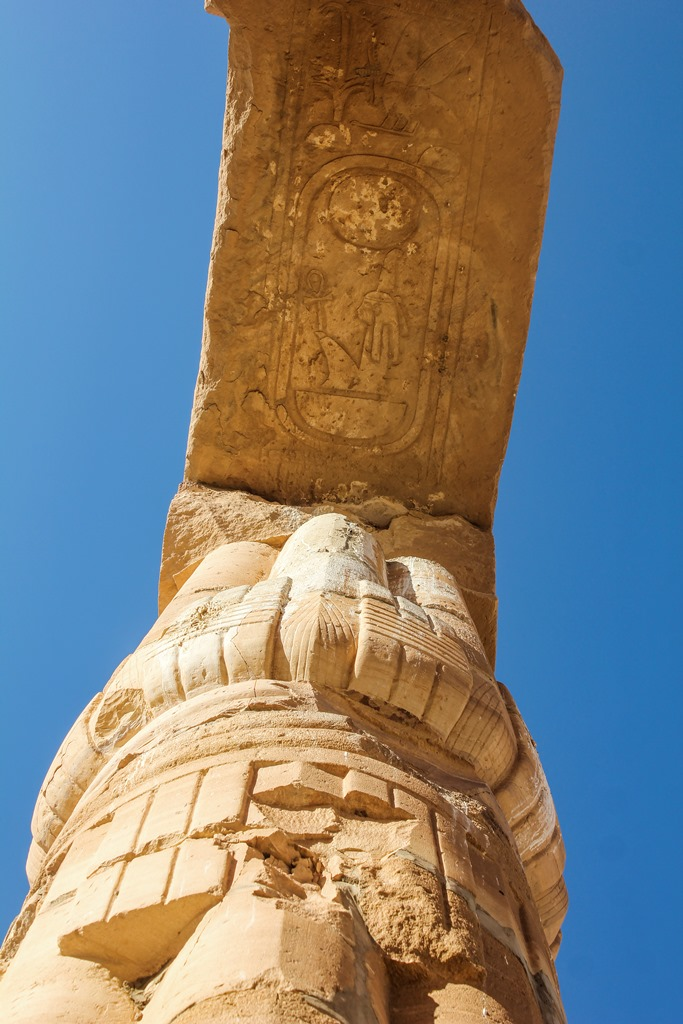
Architrave avec le cartouche d'Amenhotep III dans le temple de Soleb.

Au cours de la période amarnienne (milieu de la XVIIIe dynastie), plusieurs pharaons ont fréquenté Soleb, comme Amenhotep III, Akhenaton, Toutânkhamon et Aÿ.

### AmenhotepIII
Un grand temple en grès y a été fondé par Amenhotep III. C'est le temple le plus méridional actuellement connu pour avoir été construit par ce pharaon. Le temple a été consacré à la divinité Amon-Rê et au pharaon représenté déifié avec des cornes de bélier. L'architecte pourrait être Amenhotep, fils de Hapou.
À Sedeinga, un temple complémentaire a été construit par Amenhotep III pour la reine Tiyi, en tant que manifestation de l'œil de Rê.
Les Lions de Prudhoe étaient à l'origine les figures tutélaires de ce temple portant le nom d'Amenhotep III. Ils représentent une lionne, symbole de Sekhmet, divinité majeure qui protégeait les pharaons.

### Akhenaton
Sous le règne d'Akhenaton, on voit ce dernier d'abord vénérer son père et Amon au temple. Mais plus tard, il dédie à nouveau le temple à Aton.

### Toutânkhamon
Sous le règne de Toutânkhamon, les réformes religieuses de son père (Akhenaton) sont inversées et le temple est dédié de nouveau à Amon-Rê. Toutânkhamon achève le second lion de granit et inscrit son nom sur les Lions de Prudhoe,.

### Aÿ
Sous son règne, Aÿ inscrit également son nom sur les Lions de Prudhoe.

## Peuples emprisonnés

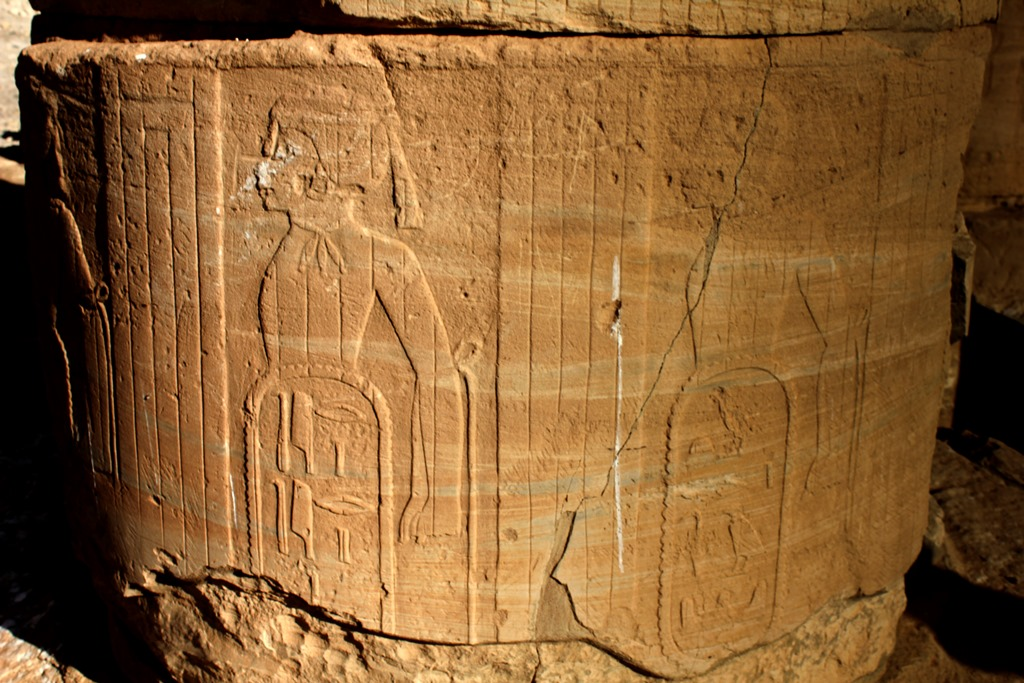
Prisonniers de la salle hypostyle du temple de Soleb.

Le major Félix, en 1829, réalise une expédition du site et reconnait que les inscriptions des prisonniers sur les colonnes visibles commémoraient les victoires d'Amenhotep III. Cependant, le secteur IV de la salle hypostyle était en ruine, démoli et partiellement recouvert de sable, et n'a été découvert que des siècles plus tard. Lors de l'expédition de fouilles de 1957-1963 dirigée par Michela Schiff Giorgini, d'autres parties du temple, y compris les inscriptions restantes des prisonniers, ont été reconstituées avec les pièces identifiées.
Sur les colonnes de la salle hypostyle, on trouve une liste des peuples que les Égyptiens ont conquis. Au total, trois listes sont conservées avec les noms des lieux étrangers et des peuples survivants. Chaque liste représente la figure d'un soldat prisonnier avec les bras liés et avec son bouclier. Sur chaque bouclier figure une inscription décrivant la ville et le lieu d'appartenance du soldat.

### tꜣ šꜣsw Yhwꜣ
La transcription d'un des peuples conquis est « tꜣ šꜣsw Yhwꜣ », traduit par « terre des Shasou, ceux d'Yhwꜣ », ou « pays des bédouins ceux d'Yhwꜣ »,. Thomas Schneider vocalise le mot Yahwa, bien que d'autres vocalisations, telles que Yehoua, aient été proposées,. Fleming rapporte que ce Yhwꜣ était situé dans la Palestine et la Syrie actuelles. Selon Kennedy, ce à quoi le nom Yhwꜣ fait exactement référence a « un sujet de débat “, mais il conclut qu'il « s'ensuit logiquement » que les Shasou pourraient être identifiés aux Israélites, étant donné la similitude du terme avec le nom du dieu israélite Yahweh. Shalomi Hen, tout en notant le discours érudit sur le sujet, considère que les preuves sont trop maigres pour permettre une telle identification.

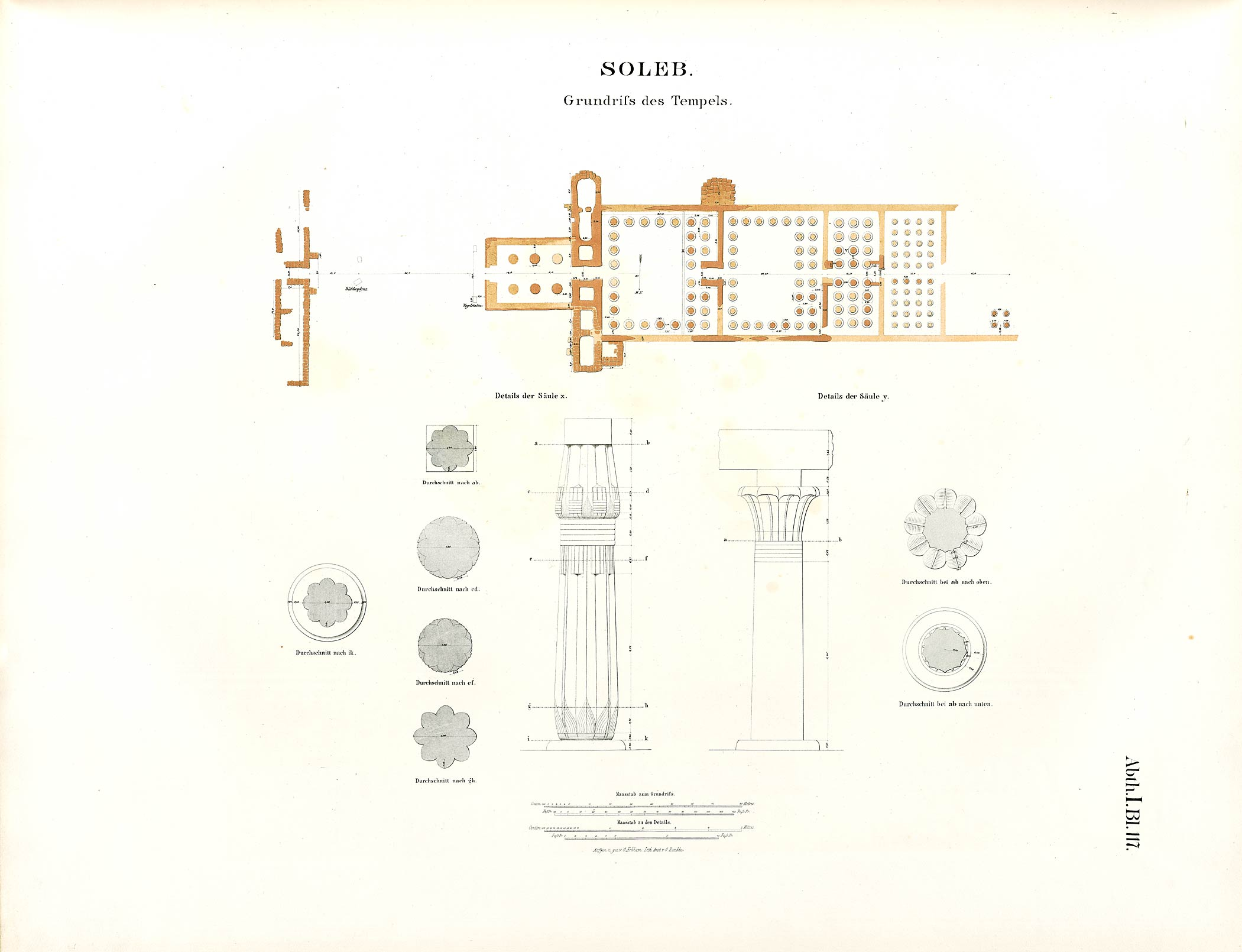
Plan du site par Lepsius.
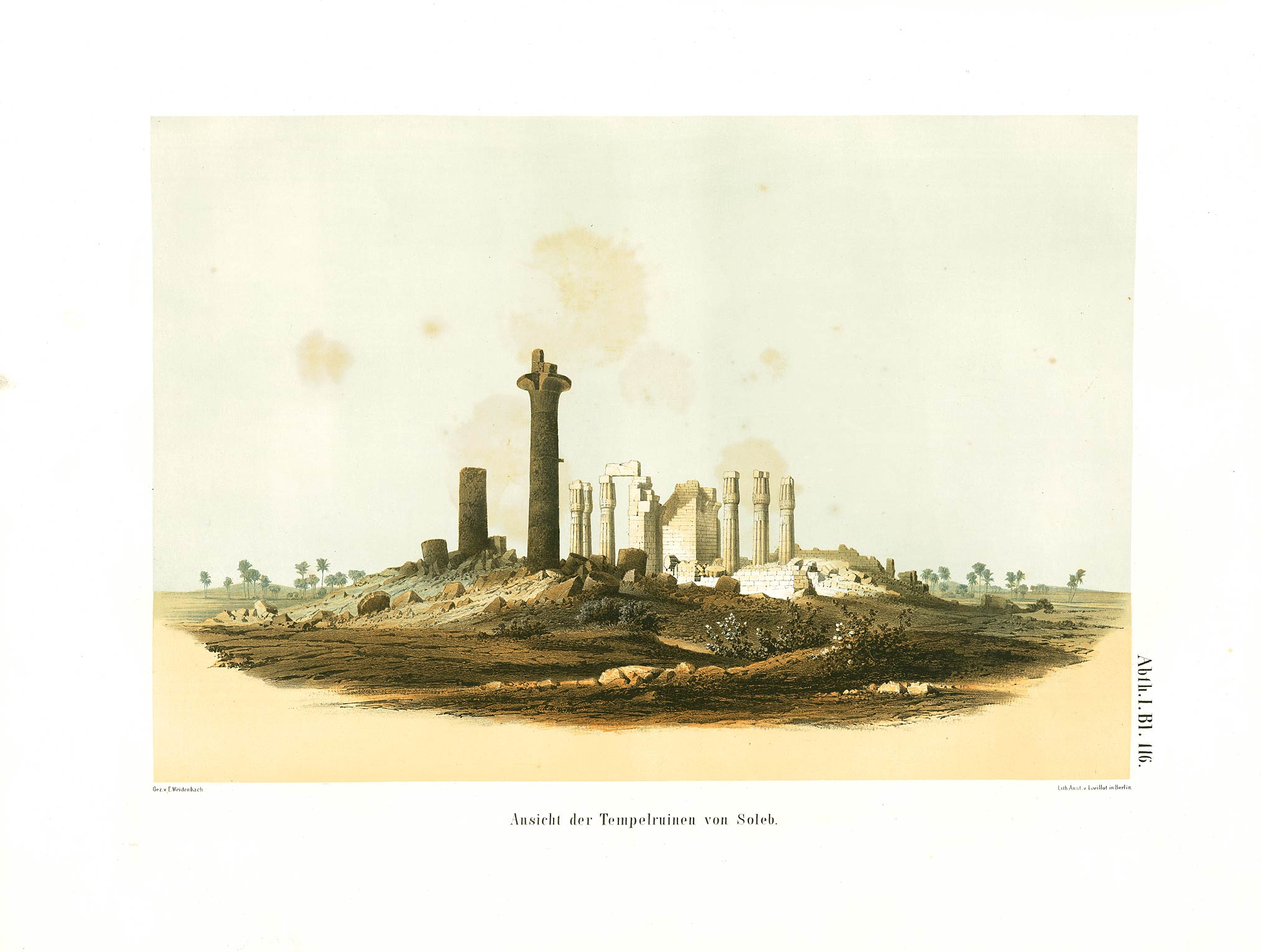
Vue des ruines du temple au XIXe siècle.
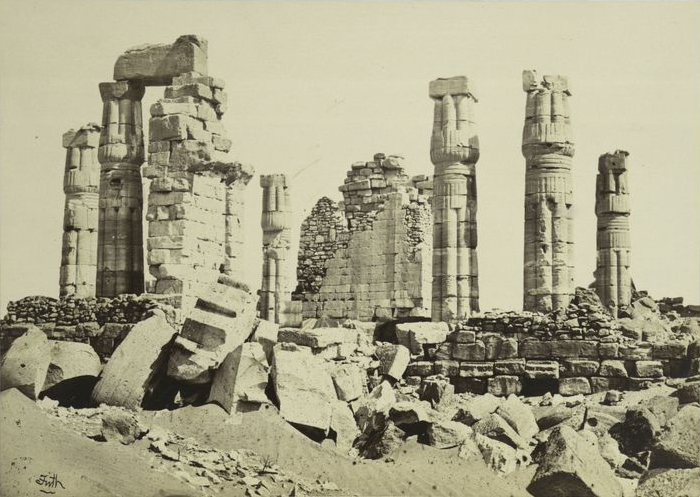
Vue des colonnades du temple au XIXe siècle.